# Basiothia laticornis
Basiothia laticornis là một loài bướm đêm thuộc họ Sphingidae. Nó là loài duy nhất được tìm thấy ở Madagascar.